# 刺榄属
刺榄属（学名：Xantolis）是山榄科下的一个属，为乔木或灌木植物。该属共有约14种，分布亚洲东南部。